# جائزة إيطاليا الكبرى 1997
جائزة إيطاليا الكبرى 1997 هو سباق فورمولا 1 أقيم بتاريخ 7 سبتمبر 1997 في حلبة مونزا، إيطاليا. كان الثالث عشر من أصل 17 في بطولة العالم لسباقات الفورمولا واحد موسم 1997.

## وصلات خارجية
- الموقع الرسمي